# Jetsada Simmana
Jetsada Simmana (thailändisch เจษฎา สิมนา, * 24. Mai 2003) ist ein thailändischer Fußballspieler.

## Karriere
Jetsada Simmana steht seit 2021 beim Rayong FC unter Vertrag. Der Verein aus Rayong, einer Stadt in der gleichnamigen Provinz Rayong, spielt in der zweiten Liga. Sein Zweitligadebüt gab Jetsada Simmana am 8. April 2022 (31. Spieltag) im Auswärtsspiel gegen den Sukhothai FC. Hier wurde er in der 66. Minute für Jakkit Niyomsuk eingewechselt. Sukhothai gewann das Spiel 2:1. Nach einer Spielzeit wurde sein Vertrag im Sommer 2022 nicht verlängert. Nach zwei Jahren Vertragslosigkeit unterschrieb er im Sommer 2024 einen Vertrag beim Drittligisten Marines FC. Mit dem Verein spielt er in der Eastern Region der Liga.